# Li Dong-woon
Li Dong-woon (리동운; * 4. Juli 1945) ist ein ehemaliger nordkoreanischer Fußballspieler. Mit der Nationalmannschaft der Demokratischen Volksrepublik Korea nahm er 1966 an der Fußball-Weltmeisterschaft 1966 in England teil; hier bestritt Li Dong-woon mit der Rückennummer „16“ zwei Spiele gegen Chile (Gruppenphase) und Portugal (Viertelfinale), im Spiel gegen Portugal erzielte er das 2:0 – gegen die Sowjetunion und Italien (jeweils Gruppenphase) wurde Li Dong-woon nicht eingesetzt. 1966 stand er bei der Sportgruppe Radongja unter Vertrag. In weiteren von der FIFA gelisteten Spielen kam der 170 Zentimeter große Abwehrspieler nicht zum Einsatz.